# نانسي رومان
نانسي غريس رومان (بالإنجليزية: Nancy Roman)‏ (ولدت في 16 مايو 1925) فلكية أمريكية  كانت واحدة من أوائل المديرات في وكالة ناسا. وهي معروفة للكثير  «بأم هابل» بسبب دورها في التخطيط ل تلسكوب الفضاء هابل. طوال حياتها المهنية، كانت خطيبة متحدثة  ومربية  ومدافعة عن المرأة في العلوم.

## الحياة الشخصية
نانسي رومان ولدت في ناشفيل، تينيسي. حيث أن والدتها مدرسة موسيقى تسمى جورجيا سميث ووالدها جيوفيزيائي يدعى ايروين رومان. بسبب عمل والدها  انتقلت العائلة إلى أوكلاهوما بعد ولادتها. انتقلت رومان ووالديها  إلى هيوستن، نيو جيرسي، ميشيغان ونيفادا في وقت لاحق. بعد عام 1955، عاشت في واشنطن, DC. كان لوالديها التأثير الكبير والرئيسي في اهتمامها بالعلم.  خارج عملها كانت نانسي تتمتع  بالذهاب إلى المحاضرات والحفلات الموسيقية وكانت نشطة في الجمعية الأمريكية للنساء الجامعيات.

## التعليم
عندما  كانت رومان في الحادية عشر من عمرها، أبدت اهتماما في علم الفلك من خلال تشكيل نادي الفلك  بين زميلاتها في ولاية نيفادا. تعلمت هي وزميلاتها عن علم الأبراج من الكتب.  بالرغم من محاولات التثبيط  من كل من حولها، إلا أنها أرادت أن تتابع شغفها في علم الفلك منذ أن كانت في المرحلة الثانوية. حضرت الثانوية الغربية في بالتيمور حيث شاركت في برنامج معجل وتخرجت في ثلاث سنوات.
 حضرت كلية سوارثمور في عام 1946 حيث حصلت على بكالوريوس في علم الفلك.و أثناء دراستها هناك، عملت في مرصد سبرول. بعد ذلك ذهبت إلى تلقي شهادة الدكتوراه في نفس المجال في جامعة شيكاغو في عام 1949. بقيت في الجامعة لمدة ست سنوات تعمل في مرصد يركس، وكانت في بعض الأحيان تسافر إلى مرصد ماكدونالد في تكساس للعمل كباحثة مشاركة مع W.W.morgan., وضعها كباحثة لم يكن دائما، لذلك أصبحت رومان مدربة وفي وقت لاحق أستاذ مساعد. في نهاية المطاف تركت وظيفتها في الجامعة بسبب قلة ومحدودية الوظائف المتاحة للمرأة في ذلك الوقت.  و عملت في مجلس المراقبين من عام 1980 إلى عام 1988.

## الحياة المهنية

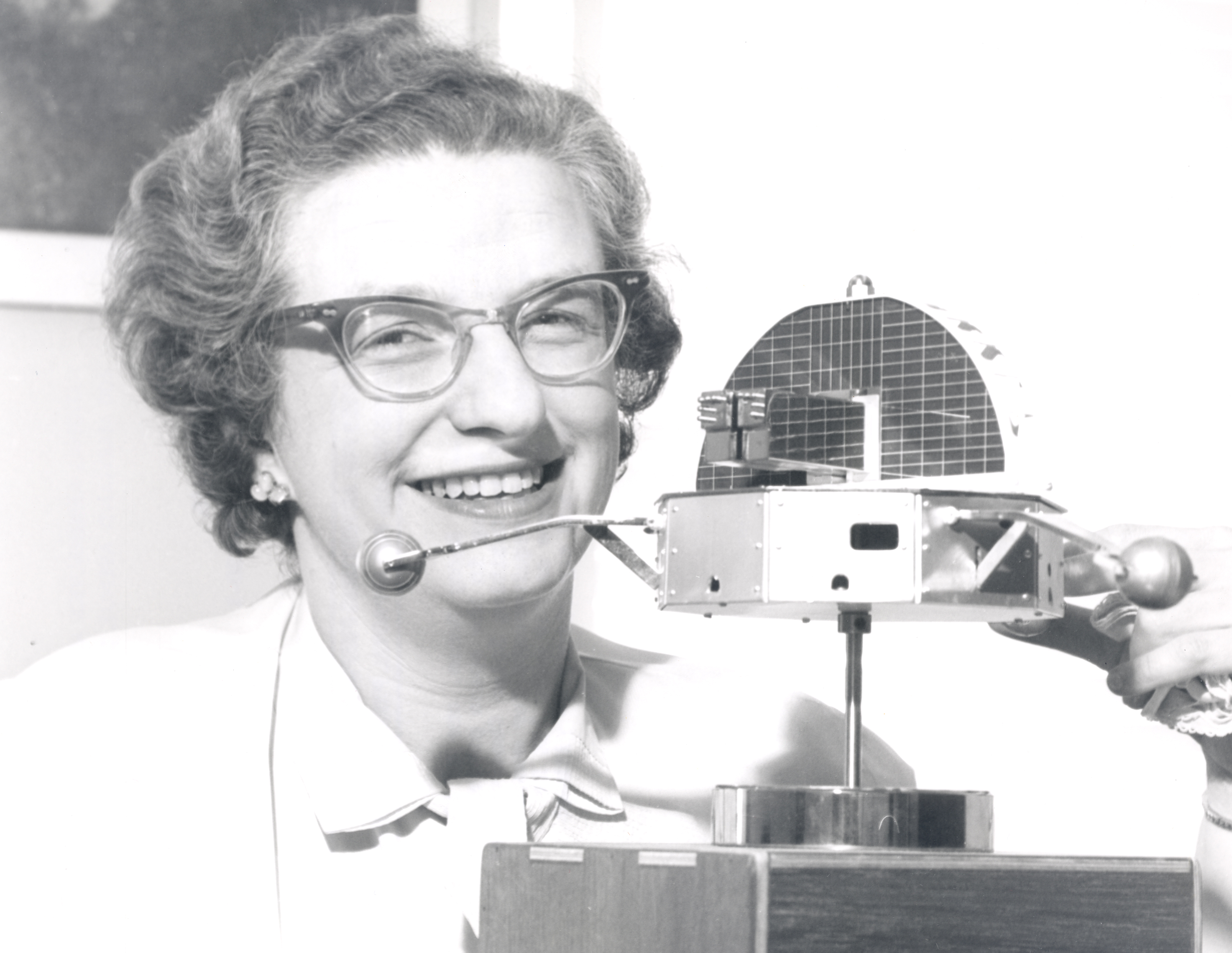
نانسي الروماني مع نموذج تدور حول المرصد الشمسي

بينما كانت تعمل  في مرصد يركس في جامعة شيكاغو، لاحظت رومان النجم AG دراكونيس draconis واكتشفت مصادفة أن طيف الانبعاث قد تغير تماما منذ وقت سابق من الملاحظات. في وقت لاحق قالت أن  نشر هذا الاكتشاف بمثابة ضربة حظ ساهم كثيرا في تقدم حياتها المهنية.
بعد خروجها من جامعة شيكاغو، التحقت بمختبر البحوث البحرية ودخلت برنامج الفلك الراديوي. عملها في المختبر  في المختبر شمل استخدام راديو المصدر الغير حراري،  الأطياف والقيام  بالأعمال الجيوديسية. و في هذا  البرنامج أصبحت رئيسة قسم الميكرويف الطيفي.

### ناسا
في محاضرة من قبل هارولد يوري، سألها جالك كلارك عما إذا كانت تعرف شخص مهتم في إنشاء برنامج لعلم الفضاء في وكالة ناسا. رومان كانت أول رئيسة لقسم الفلك في مكتب علوم الفضاء لناسا، إعداد البرنامج الأولي، وكانت أول امرأة تشغل منصب تنفيذي في وكالة الفضاء. جزء من عملها كان يتطلب السفر ومناقشة علماء الفلك لمناقشة حقيقة تطوير هذا البرنامج.كانت أيضا تبحث لمعرفة ماذا يريده علماء الفلك  وتثقيفهم على مزايا الرصد من الفضاء. كانت رئيسة قسم علم الفلك والفيزياء الشمسية في وكالة ناسا من عام 1961 إلى عام 1963. شغلت العديد من المناصب الأخرى في وكالة ناسا، بما في ذلك رئيسة قسم الفلك النسبية.
خلال عملها في وكالة ناسا، وضعت رومان ميزانية للبرامج المختلفة ونظمت المشاركة العلمية.  شاركت  في إطلاق ثلاثة مراصد شمسية وثلاثة أقمار صناعية صغيرة. هذه الأقمار الصناعية تستخدم الأشعة فوق البنفسجية والأشعة السينية  لمراقبة الشمس في الفضاء والسماء. كما أشرفت على إطلاق ثلاثة مراصد فلكية دوارة تستخدم الأشعة البنفسجية التي تدور حول المرصد الفلكي، بالتعاون مع ديكسون أشوورث. خططت لبرامج أخرى أصغر مثل برنامج الصاروخ الفلكي، مراصد عالية الطاقة، مسبار لقياس الجاذبية النسبية وغيرها من التجارب في المختبر الفضائي، الجوزاء، أبولو وسكايلاب.  عملت مع جاك هولتز أيضا، على قمر صناعي صغير، وعملت مع دون بروبريدج على تلسكوب الفضاء.
 آخر برنامج لها كان تلسكوب هابل. كانت نانسي رومان دائما تساهم في التخطيط المبكر وتحديدا تجهيز هيكل البرنامج. و بسبب مساهمتها هذه كانت غالبا ما تسمى «أم هابل.»  الرئيس الفلكي الحالي لناسا، الذي عمل معها  الوكالة يدعوها«أم تلسكوب الفضاء هابل.» «التي غالبا ما تكون منسية من قبل الجيل الحالي من علماء الفلك حيث هي من أسس حياتهم المهنية باستخدام تلسكوب الفضاء هابل». ويقول إد ويلر، «من المؤسف أن التاريخ قد نسي الكثير في عصر الإنترنت اليوم، لكنها كانت نانسي في الأيام الخوالي قبل الإنترنت وقبل جوجل والبريد الإلكتروني وكل تلك الأشياء، التي ساعدت حقا في بيع تلسكوب الفضاء هابل، وتنظيم علماء الفلك الذين أقنعوا الكونغرس بتمويله.»
بعد أن عملت في وكالة ناسا لمدة واحد وعشرين عاما، استمرت حتى عام 1997 بالإضافة إلى عملها لدى المقاولين الذين أيدوا مركز غودارد للطيران الفضائي.  كانت أيضا مستشارة لدى ORI, Inc. من عام 1980 إلى عام 1988.

### كامرأة في العلوم
كباقي النساء، واجهت رومان العديد من المشاكل في منتصف القرن العشرين كونها امرأة تعمل في المجال العلمي. لم تكن تتلقى التشجيع من حولها، حيث أنها كانت واحدة بين عدد قليل جدا من النساء في ناسا في ذلك الوقت، كونها الأنثى الوحيدة التي لديها منصب تنفيذي. حضرت دورات في ميشغان تسمى (المرأة في الإدارة)، حتى تتعلم القضايا المتعلقة بكونها امرأة في الإدارة. و بالرغم من ذلك، ذكرت رومان في مقابلة لها عام 1980 أن الدورات كانت غير مرضية وتناولت مصالح المرأة وليس مشاكل المرأة.

### الاعتراف
- الاتحادية المرأة جائزة-1962[14]
- واحدة من 100 الأكثر أهمية الشباب في الحياة مجلة - 1962[19]
- استثنائية الإنجاز العلمي وسام ناسا عام 1969
- ويليام راندولف افليس الثاني رائد الفضاء الأميركي جمعية 1980[14]
- الدكتوراه الفخرية من راسل سيج الكلية، هود الكلية، كلية بيتس وكلية سوارثمور
- الكويكب 2516 الروماني هو اسمه تكريما لها
- الزمالة، نانسي غريس الرومانية التكنولوجيا الزمالة في الفيزياء الفلكية من ناسا وقد سمي بها.
- في عام 2017، «المرأة ناسا» ليغو تعيين ذهب للبيع يضم (بين أمور أخرى) mini-التماثيل الرومانية، مارغريت هاملتون، ماي جيمسون، سالي رايد.

## مزيد من القراءة
Shearer، Benjamin F. (1997). Notable women in the physical sciences : a biographical dictionary (ط. 1. publ.). Greenwood Press. ISBN:0313293031. مؤرشف من الأصل في 2019-05-04.

## وصلات خارجية
- التاريخ الشفوي المقابلة مع نانسي G. الروماني 19 آب / أغسطس 1980، المعهد الأمريكي للفيزياء، نيلز بور المكتبة والمحفوظات

لم يتم العثور على روابط لمواقع التواصل الاجتماعي.